# Giambattista Spolverini
Giambattista Spolverini (Verona, 25 giugno 1695 – Verona, 24 novembre 1762) è stato un poeta italiano.

## Biografia
Giambattista Spolverini, tra i maggiori poeti didascalici italiani del '700 insieme a Bartolomeo Lorenzi, nacque a Verona verso la fine del XVII secolo, figlio di Ottaviano ed Adelaide Nogarola. La madre Adelaide era sorella di Luigi Nogarola che sposò Lucrezia Maffei, sorella del celebre erudito Scipione Maffei. Studiò letteratura nel collegio di San Saverio a Bologna, retto dai Gesuiti. A Verona dimorava nell'odierno Palazzo Orti Manara, adiacente a Piazza Bra, il cui splendido giardino, ricordato anche dal naturalista tedesco Johann Christoph Volkamer, è tutt'oggi coperto in parte dal Palazzo Pirelli (sede di uffici comunali). Nel 1732 sposò Savina Trissino, da cui ebbe dodici figli. Fra le sue opere poetiche è celebre soprattutto La coltivazione del riso, che pubblicò nel 1758. Questo poemetto, di genere didascalico, lo impegnò per molti anni ed egli, prima di pubblicarlo, lo sottopose al giudizio d'alcuni amici, ma il libro fu accolto con freddezza dai suoi concittadini. Tre anni dopo la stampa della sua opera maggiore si ammalò di epilessia e, nel 1762, morì. In seguito il libro ebbe il meritato successo e anche Giacomo Leopardi ed Ippolito Pindemonte espressero per esso un giudizio favorevole. Pindemonte in particolare vedeva in Spolverini una reincarnazione del Virgilio delle Georgiche.
Nella sua città natale, Verona, gli è stato dedicato un viale nel quartiere di Borgo Venezia, non distante dalla Stazione di Porta Vescovo.

## Opere

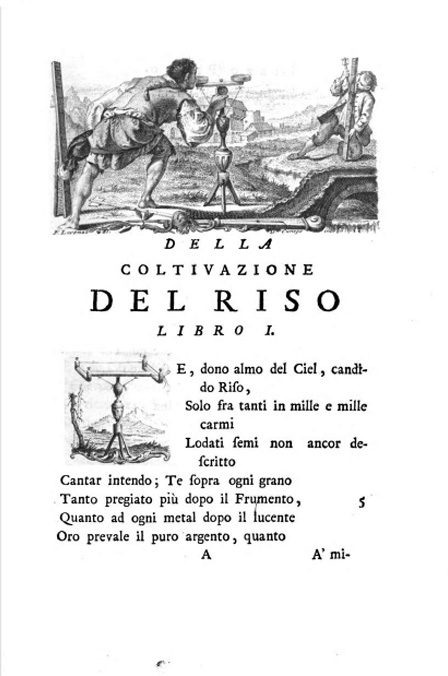
Incipit del Libro I dell'opera La coltivazione del riso

- La coltivazione del riso, Verona, Seminario vescovile, 1758